# Kleinneuschönberg
Kleinneuschönberg ist ein Ortsteil der sächsischen Stadt Olbernhau im Erzgebirgskreis.

## Geografie

### Lage
Die Streusiedlung Kleinneuschönberg liegt etwa 2,5 Kilometer nordwestlich von Olbernhau im Erzgebirge. Östlich begrenzt der Arlitzwald die Flur, im Südwesten bildet die Flöha die natürliche Grenze. Östlich des Orts mündet der Bielabach in die Flöha.
Über Gemeindestraßen besteht Anschluss an Reukersdorf und Niederneuschönberg.

### Nachbarorte
| Reukersdorf | Hallbach                                    |                    |
| Blumenau    | Kompassrose, die auf Nachbargemeinden zeigt |                    |
|             |                                             | Niederneuschönberg |

## Geschichte

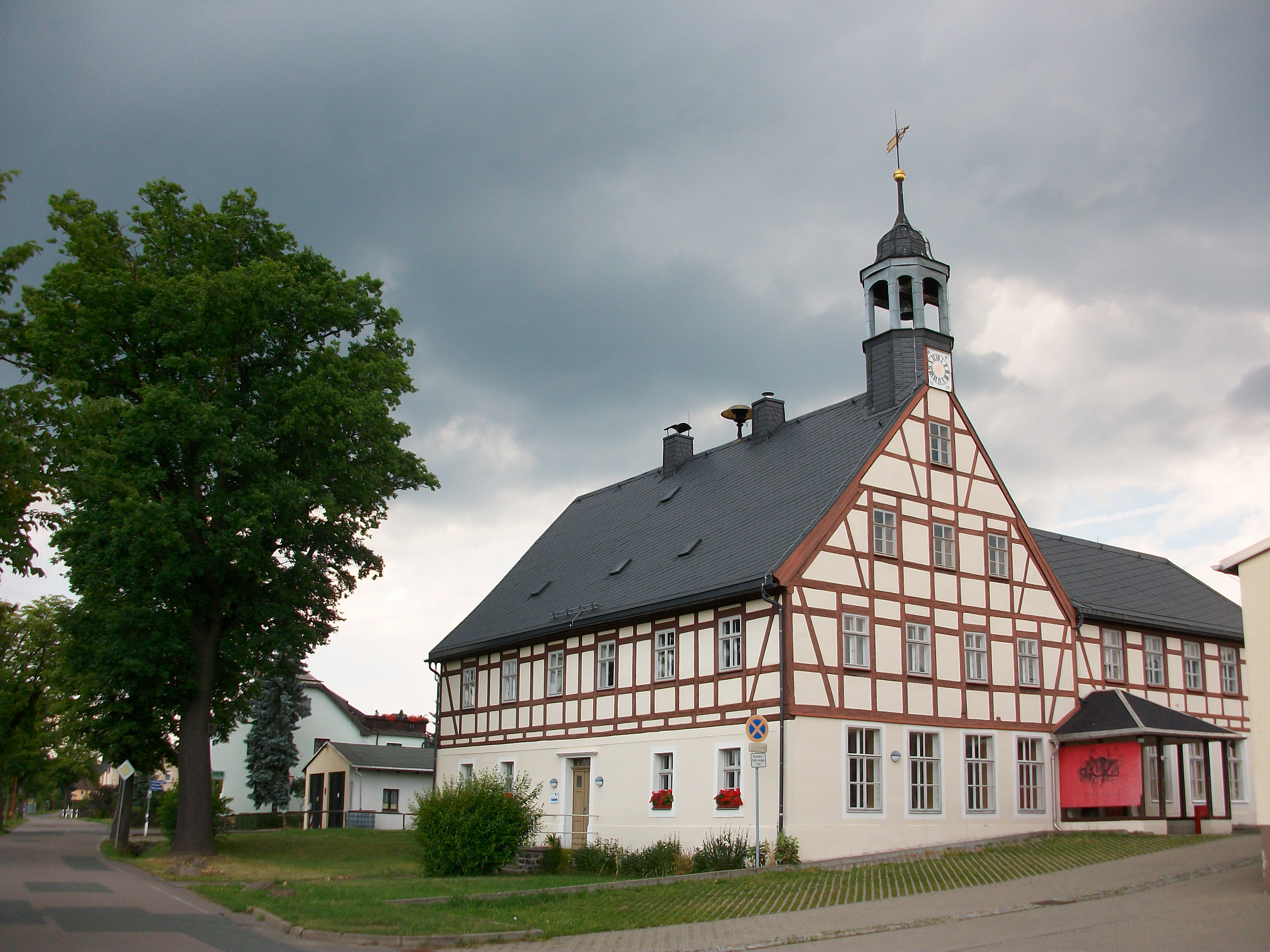
Ehemalige Schule Kleinneuschönberg, jetzt Jugendzentrum Olbernhau

Die erste urkundliche Erwähnung datiert von 1696 als Neu-Schönberg, Klein Theil.
Zur Ansiedlung von böhmischen Exulantenfamilien wurden ab 1656 durch Caspar von Schönberg auf Pfaffroda Waldflächen gerodet. 1659 wurde der Ort Kleinneuschönberg gegründet. In der Folgezeit wurden bis 1835 mehrere Mühlen erbaut.
August Schumann nennt 1817 im Staatslexikon von Sachsen Klein Neuschönberg betreffend u. a.:
„Es gehört schriftsässig zu dem Rittergute Dörrenthal, hat 3 Mühlen, und das Recht, das Professionisten aller Art sich frei daselbst niederlassen können.“
1839 wurde ein Schulgebäude errichtet, bereits ab 1902 erhielt der Ort Elektroanschluss vom Kraftwerk in Olbernhau. Während des Ersten Weltkrieges wurde in der Heide Torf zu Heizzwecken gewonnen.
Am 1. April 1924 wurde das benachbarte Reukersdorf eingemeindet. Der Sportplatz wurde 1927 angelegt, 1938 erfolgte die Inbetriebnahme der Straßenbeleuchtung sowie der Bau der Wasserleitung.
Am 1. Juli 1950 wurde Kleinneuschönberg nach Olbernhau eingemeindet.

## Entwicklung der Einwohnerzahl
| Jahr | Einwohnerzahl                                      |
| ---- | -------------------------------------------------- |
| 1551 | 27 besessene Mann, 16 Inwohner, 9 ¾ Hufen          |
| 1764 | 18 besessene Mann, 10 Gärtner, 3 Häusler, 12 Hufen |
| 1834 | 309                                                |

| Jahr | Einwohnerzahl |
| ---- | ------------- |
| 1871 | 574           |
| 1890 | 678           |
| 1910 | 655           |

| Jahr | Einwohnerzahl |
| ---- | ------------- |
| 1925 | 585           |
| 1939 | 661           |
| 1946 | 759           |